# Tibar
Tibar ist ein osttimoresischer Suco im Verwaltungsamt Bazartete (Gemeinde Liquiçá).

## Geographie

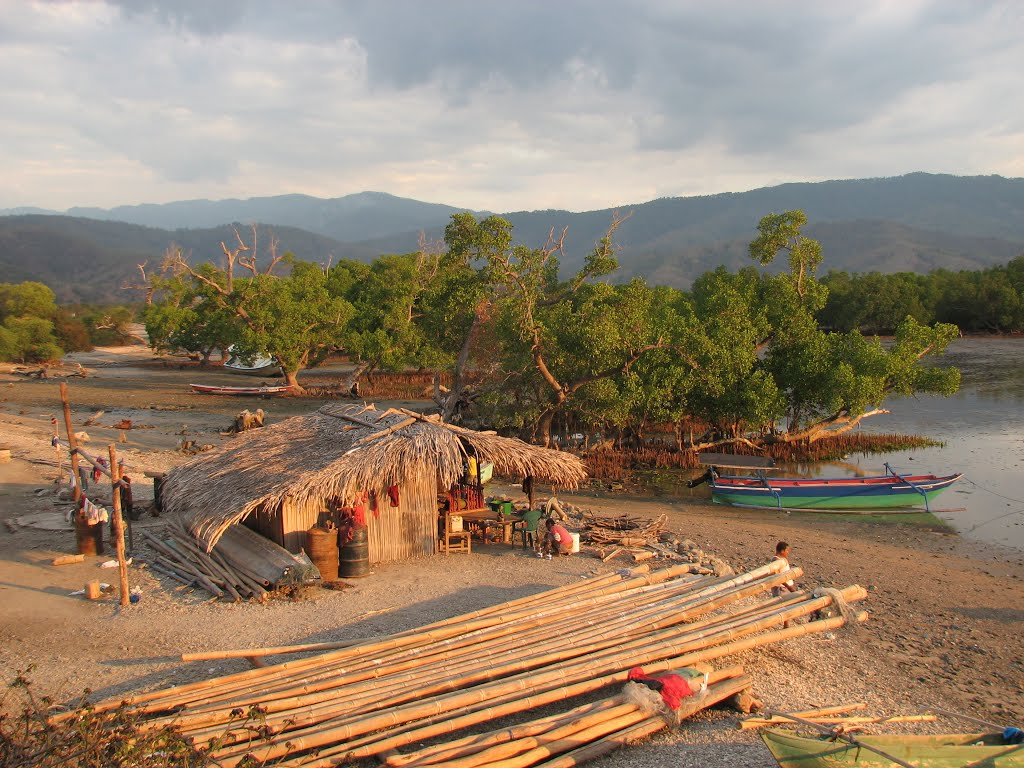
Bucht von Tibar (2006)

Tibar liegt im Osten des Verwaltungsamts Bazartete am Südufer der Straße von Ombai, die hier die Bucht von Tibar bildet. Im Westen befindet sich der Suco Ulmera. Östlich grenzt Tibar an das Verwaltungsamt Dom Aleixo (Gemeinde Dili) mit seinen Sucos Comoro, Manleuana und Dare, südöstlich an die Sucos Fatisi und Bocolelo (Verwaltungsamt Laulara, Gemeinde Aileu) und südlich an den Suco Taraco (Verwaltungsamt Railaco, Gemeinde Ermera). Im Süden entspringt der Fluss Rihlu, der in die Bucht mündet. Der Rio Comoro bildet die Grenze zu Fatisi, Taraco, Dare und Manleuana. In der Bucht von Tibar gibt es einen der seltenen Mangrovenwälder Osttimors, den man mit einem Wiederaufforstungsprogramm versucht zu vergrößern.
Tibar hat eine Fläche von 49,35 km² und teilt sich in die vier Aldeias Fatunia, Libaulelo, Mau-Soi und Turleu (Turlio).
Der Küstenort Tibar liegt am Ostrand der Bucht von Tibar, südlich der Landspitze Ponta Açoilo, 12 km westlich von der Landeshauptstadt Dili und 14 km östlich von der Gemeindehauptstadt Vila de Liquiçá. Tibar liegt verkehrsgünstig an der gut ausgebauten nördlichen Küstenstraße. Die Siedlung Kampungbaru liegt an ihr auf dem Weg zum neue Hafen von Dili, am Westrand der Bucht. Im Nordosten der Bucht liegt die Siedlung Husbuk. Eine weitere Straße führt von hier aus Richtung Railaco, Gleno und Ermera ins Bergland des Inselinneren. An der Überlandstraße nach Süden liegen die Ortschaften Turleu, Pokolo, Rihiu und Fahiten (Fahite, Fahita). Am Rio Comoro befinden sich die Dörfer Beduku und Numbuti.
In Tibar, Turleu, Fahiten, Beduku und Numbuti stehen Grundschulen und eine Sekundarschule im Norden von Turleu. Neben einem Hospital liegt auch ein Forstamt und eine Polizeistation in Tibar. Der Sitz des Sucos von Tibar befindet sich im Ort Turleu. Die Klibur Domin Tibar Klinik einer Nichtregierungsorganisation ist die einzige Klinik mit einem Programm für Tuberkuloseerkrante mit multiresistenten Keimen.

## Einwohner
In Tibar leben 5.541 Einwohner (2022), davon sind 2.819 Männer und 2.722 Frauen. Im Suco gibt es 972 Haushalte. Fast 70 % der Einwohner geben Tetum Prasa als ihre Muttersprache an. Fast 28 % sprechen Mambai, kleine Minderheiten Tetum Terik, Kemak, Makasae und Tokodede.

## Geschichte
1893 kam es in Tibar zu einer Choleraepidemie.
Am 7. Dezember 1975 landeten um 6 Uhr morgens bei Ponta Açoilo schwere Landungsboote der Indonesier. Dies war Teil der Invasion in deren Folge Osttimor besetzt wurde. Ende 1979 befand sich in Tibar ein indonesisches Transit Camp für Osttimoresen, die zur besseren Kontrolle von den Besatzern umgesiedelt werden sollten. 1999 kam es im Umfeld des Unabhängigkeitsreferendums zu blutigen Ausschreitungen gegen Unabhängigkeitsbefürworter durch pro-indonesische Milizen.
Im Rahmen der Unruhen in Osttimor 2006 lieferten sich Mitglieder der Verteidigungskräfte Osttimors mit meuternden Soldaten am 24. Mai 2006 bei Tibar und Comoro ein Gefecht. Vier Menschen starben. Am 6. Juni 2006 versammelten sich 2.500 Gegner von Premierminister Alkatiri in Tibar an einem Kontrollpunkt malaysischer Soldaten für eine Demonstration. Nach Gesprächen mit Außenminister José Ramos-Horta gaben sie dort ihre Waffen ab, bevor sie nach Comoro und das Zentrum von Dili weiterzogen.

## Politik
Bei den Wahlen von 2004/2005 wurde Bento Correia da Conçeicão zum Chefe de Suco gewählt und 2009 und 2016 in seinem Amt bestätigt. 2023 wurde Marcelino Ananias C. Lemos neuer Chefe de Suco.

## Wirtschaft

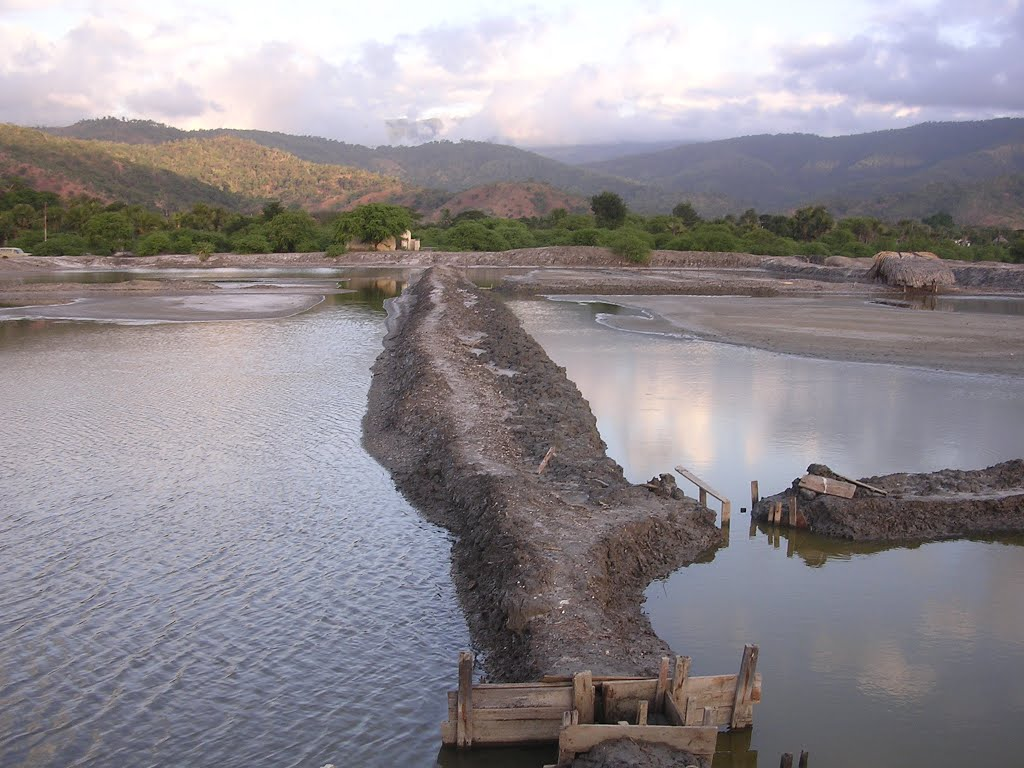
Fischteiche und Salzfelder in Tibar (2006)

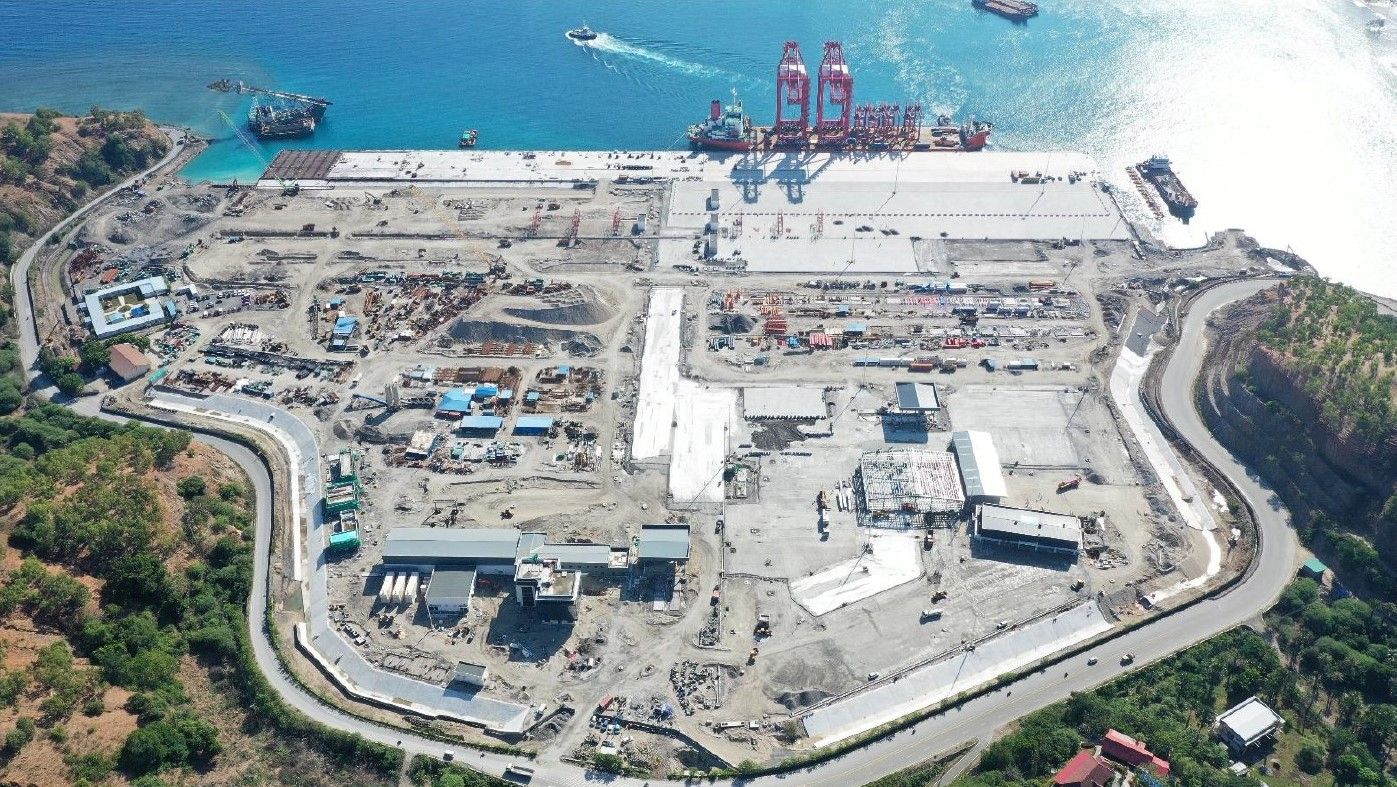
Der Hafen (2022)

Den Westen der Bucht nimmt der neue Hafen von Dili ein, der seit 2022 als Frachthafen für die Landeshauptstadt dient. Im Ort Tibar befindet sich der Tibar Water Park.
Traditionell wird hier Meersalz gewonnen und es gibt Fischteiche. Seit 2016 betreibt die indonesische Pabrik Gas in Tibar eine Abfüllfabrik für Sauerstoff.